# Herb gminy Kobylanka
Herb gminy Kobylanka – symbol gminy Kobylanka, ustanowiony 30 grudnia 2009.

## Wygląd i symbolika
Herb przedstawia na tarczy dwudzielnej w pas w złotym polu górnym znajduje się zielona lipa, a w błękitnym polu dolnym – srebrna sieja miedwiańska. Lipa nawiązuje do porozumienia Stargardu ze Szczecinem zawartego po wojnie pszennej w XV wieku. Natomiast przedstawiona w polu dolnym sieja miedwiańska stanowi natomiast jeden z gatunków ryb występujący w jeziorze Miedwie. Obok siei żyją w tym jeziorze m.in. sielawy, szczupaki, okonie, węgorze i leszcze. O ile jednak pozostałe gatunki występują również w innych wodach województwa zachodniopomorskiego, to sieja charakterystyczna jest wyłącznie dla Miedwia. Przedstawiony w herbie ten konkretny gatunek ryby symbolizuje nie tylko położenie gminy nad wspomnianym jeziorem, ale także jej rekreacyjno-turystyczne walory.